# A Knight of the Range
A Knight of the Range é um filme dos Estados Unidos de 1916, do gênero western, dirigido por Jacques Jaccard, com roteiro escrito por Harry Carey.

## Elenco
- Harry Carey ... Cheyenne Harry
- Olive Carey ... Bess Dawson
- Hoot Gibson ... Bob Graham
- William Canfield ... Gentleman Dick
- Bud Osborne ... Sheriff
- A.D. Blake ... Nick
- William Steele ... Burk (como Bill Gettinger)
- Peggy Coudray ... Dolores